# Arnold Poulsen
Arnold Poulsen, född 6 februari 1889 i Vægerløse, Danmark, död 6 november 1952 i Gentofte, var en dansk ingenjör och uppfinnare.

## Biografi
Poulsen tog studentexamen 1906 och blev civilingenjör inom elektroteknik 1912. Efter värnpliktstjänstgöring som radiooperatör i marinen började han arbeta vid Siemens & Halske i Berlin i olika befattningar fram till 1919. Åren 1916-20 var han också anställd vid Nordiska telegrafbolaget i Köpenhamn. Han var sedan under 1920-talet knuten till handelsdepartementet och telegrafväsendet som konsult i radio- och telegrafifrågor. I dessa uppdrag gjorde han bland annat betydande insatser för att öka säkerheten till sjöss.
År 1917 var Poulsen med och grundade bolaget Electrical Fono-Films Company AS. Han anställdes som ingenjör i bolaget och ingick från 1925 i dess styrelse, och var i perioderna 1927-47 och 1994-52 också med i direktionen. Bolagets affärsidé var att exploatera kombination av ljud och rörliga bilder på film.
Tillsammans med Axel Petersen utvecklade Poulsen ett system för filmvisning som senare användes i hela Skandinavien i ljudfilmens barndom. De premiärvisade sin uppfinning på Palace Theatre i Köpenhamn 1923. Hjälp till finansiering av arbetet fick man genom samarbete med franska och engelska Gaumontbolag.

## Övriga uppdrag och hedersbetygelser
Som företrädare för ministeriet för handel och sjöfart blev Poulsen 1933 medlem av direktionen för Köpenhamns maskinistskola och var 1942-52 ordförande i dess urvalskommitté. Åren 1936-52 var han också styrelseledamot i handelsföretaget Bruhn og Lehrman i Köpenhamn.
År 1936 tilldelades Poulsen G A Hagemannmedaljen och 1937 invaldes han i Akademiet for de Tekniske Videnskaber.